# Aleksandyr Janew
Aleksandyr Janew (bułg. Александър Янев; ur. 18 lutego 1953) – bułgarski lekkoatleta specjalizujący się w biegach sprinterskich.
W 1971 r. wystąpił w Sofii na halowych mistrzostwach Europy, zdobywając brązowy medal w biegu sztafetowym 4 x 2 okrążenia. W 1973 r. zdobył złoty medal halowych mistrzostw Bułgarii w biegu na 400 metrów.